# Hila, Idlib
Hila, Idlib (tiếng Ả Rập: حيلا) là một ngôi làng Syria nằm ở Muhambal Nahiyah ở huyện Ariha, Idlib. Theo Cục Thống kê Trung ương Syria (CBS), Hila, Idlib có dân số 860 người trong cuộc điều tra dân số năm 2004.